# جائزة إيطاليا الكبرى 1965
جائزة إيطاليا الكبرى 1965 هو سباق فورمولا 1 أقيم بتاريخ 12 سبتمبر 1965 في حلبة مونزا، إيطاليا. كان الثامن من أصل 10 في بطولة العالم لسباقات الفورمولا واحد موسم 1965. حلّ البريطاني جاكي ستيورات أولا بينما جاء البريطاني غراهام هيل في المركز الثاني وحصل على المركز الثالث الأمريكي دان جورني.